# Un tranquillo posto di campagna
Un tranquillo posto di campagna è un film del 1968 diretto da Elio Petri, presentato in concorso al Festival di Berlino 1969 e vincitore dell'Orso d'argento.
Il film è in parte ispirato al racconto The Beckoning Fair One di George Oliver Onions.

## Trama
L'affermato pittore Leonardo Ferri, in piena crisi creativa e tormentato da inquietanti incubi nei quali è vittima della propria amante e manager Flavia, decide di ritirarsi a lavorare in solitudine in una villa veneta disabitata. Qui è però disturbato da fenomeni inspiegabili e quando viene a conoscenza della storia di Wanda, la giovane contessina veneziana che abitava la villa e che era stata misteriosamente assassinata, ne rimane ossessionato e si convince della presenza del suo fantasma nella casa e della sua ostilità verso Flavia, a cui accadono strani incidenti ogni volta che si presenta nella villa.
Leonardo organizza anche sedute spiritiche con medium per sapere il più possibile sulla triste storia della giovane contessa.
Alla fine, mentre il fattore Attilio, uno dei tanti uomini del paese con cui Wanda intratteneva una relazione sessuale, confessa di averla uccisa dopo averla trovata in compagnia di un soldato tedesco, Leonardo perde la testa, immaginando di uccidere Flavia, e viene rinchiuso in manicomio, dove lavora e produce come mai prima, con piena soddisfazione di Flavia e dei collezionisti d'arte.

## Produzione
Per realizzare il film Petri si avvalse della collaborazione dell'artista statunitense Jim Dine, che realizzò tutte le opere d'arte che nella finzione vengono dipinte dal protagonista interpretato da Franco Nero.
Per l'ambientazione principale (la villa della contessina fantasma Wanda) è stata utilizzata Villa Cavalli Lugli a Bresseo, Teolo.

## Colonna sonora
La colonna sonora è stata composta da Ennio Morricone. L'orchestra che registrò le musiche per il film fu diretta da Bruno Nicolai con Vincenzo Restuccia alle percussioni e Edda Dell'Orso alla voce. Altre parti della colonna sonora furono eseguite dal Gruppo di Improvvisazione Nuova Consonanza.

## Distribuzione
Il film è stato distribuito nel circuito cinematografico italiano a partire dal 14 novembre 1968 e in Francia dal 14 agosto 1969.

## Accoglienza
Il film incassò 387.358.000 di lire.

## Riconoscimenti
- 1969 - Festival di Berlino
  - Orso d'argento